# Graphinica
Graphinica (グラフィニカ, Kabushiki gaisha Gurafinika) est un studio d'animation japonais fondé en 2009 et spécialisé dans l'animation numérique 3D et 2D.

## Histoire
Graphinica est créé le 20 avril 2009, après que le studio Gonzo vende sa division vidéo numérique à Q-TEC, qui fonde le studio avec un total de 60 employés dont 25 provenant de la précédente division.
Le 1er avril 2010, Graphinica absorbe Decoloco, une compagnie de tournage d'animation et d'effets visuels qui appartenait au groupe Q-TEC. Le studio d'Ogikubo ouvre le 1er avril 2011 et commence la production d'animation 2D.
Le 1er décembre 2017, Memory-Tech Holdings, possédant Graphinica, annonce l'acquisition de TYO Animations, filiale d'AOI TYO Holdings, qui devient une filiale de Graphinica. TYO Animations est renommé Yumeta Company, son nom originel qui avait été changé en 2009 lorsque la compagnie avait fusionné avec Hal Film Maker.
Le 3 juillet 2018, Graphinica et Avex Pictures annonce la création conjointe d'une nouvelle compagnie, Flagship Line, consacrée à la production d'anime, de jeux et de contenu de réalité virtuelle, qui « tirera parti des capacités de développement et de production de Graphinica, ainsi que de l'architecture de planification et opérationnelle d'Avex Pictures ».

## Production

### Séries télévisées
| Titre                                 | Réalisateur      | Début de 1re diffusion | Fin de 1re diffusion | Eps        | Note(s)                                                                                        |
| ------------------------------------- | ---------------- | ---------------------- | -------------------- | ---------- | ---------------------------------------------------------------------------------------------- |
| Boku wa Ou-sama                       | Takashi Horiuchi | 6 avril 2013           | 22 juin 2013         | 12         | Basé sur l'OVA de Nippon Animation (1996).                                                     |
| Chain Chronicle ~Light of Haecceitas~ | Masashi Kudō     | 8 janvier 2017         | 25 mars 2017         | 12         | Basé sur un jeu vidéo de Sega. Co-animé avec Telecom Animation Film.                           |
| Juni Taisen: Zodiac War               | Naoto Hosoda     | 3 octobre 2017         | 19 décembre 2017     | 12         | Adaptation d'une série de light novel écrite par Nisio Isin.                                   |
| Re:Stage! Dream Days♪                 | Shin Katagai     | 7 juillet 2019         | 29 septembre 2019    | 12         | Basé sur la franchise multi-médias de Pony Canyon et Comptiq. Co-animé avec Yumeta Company.    |
| Muv-Luv Alternative                   | Yukio Nishimoto  | 7 octobre 2021         | À venir              | À venir    | Basé sur le visual novel de âge (en). Co-animé avec Yumeta Company.                            |
| CUE!                                  | Shin Katagai     | janvier 2022           | À venir              | À venir    | Basé sur un jeu smartphone de Liber Entertainment. Co-animated avec Yumeta Company.            |
| Tokyo Mew Mew New                     | Takahiro Natori  | 2022                   | À venir              | À venir    | Adaptation de la série manga de Reiko Yoshida et Mia Ikumi. Co-animé avec Yumeta Company.      |
| Legend of Mana: The Teardrop Crystal  | À annoncer       | À annoncer             | À annoncer           | À annoncer | Basé sur l'Action-RPG développé par Square Enix. Coproduit avec Yokohama Animation Laboratory. |

### Films
| Titre                                 | Réalisateur     | Date de sortie                    | Note(s)                                                                                                   |
| ------------------------------------- | --------------- | --------------------------------- | --- |
| Expelled from Paradise                | Seiji Mizushima | 15 novembre 2014                  | Anime original.                                                                                           |
| Chain Chronicle ~Light of Haecceitas~ | Masashi Kudō    | 3 décembre 2016 – 11 février 2017 | Basé sur un jeu vidéo de Sega. Co-animé avec Telecom Animation Film. Sortie cinéma de la série télévisée. |
| Hello World                           | Tomohiko Itō    | 20 septembre 2019                 | Anime original.                                                                                           |

### OVA/ONA
| Titre               | Réalisateur                     | Date de sortie                     | Épisodes | Note(s)                                                                                              |
| ------------------- | ------------------------------- | ---------------------------------- | -------- | --- |
| Hellsing Ultimate   | Yasuhiro Matsumura              | 27 juillet 2011 - 26 décembre 2012 | 3        | Basé sur le manga de Kōta Hirano. Épisodes 8 à 10.                                                   |
| Hellsing: The Dawn  |                                 | 27 juillet 2011 - 26 décembre 2012 | 3        | Basé sur le manga de Kōta Hirano. Préquelle deHellsing: Ultimate.                                    |
| Wonder Momo (en)    | Yutaka Kagawa                   | 6 février 2014 - 6 mars 2014       | 5        | Adaptation du webcomic d'Erik Ko aetd Jim Zub, inspiré par le jeu vidéo de Bandai Namco du même nom. |
| JAE: Yamaeloid      | Takashi Horiuchi Masahiro Emoto | 23 janvier 2015                    | 1        | Partie du Japan Animator Expo (en) de Khara.                                                         |
| Another World       | Tomohiko Itō                    | 13 septembre 2019 - 4 octobre 2019 | 3        | Anime original de Tomohiko Itō. Spin-off du film Hello World.                                        |
| Valkyrie Apocalypse | Masao Ōkubo                     | juin 2021                          | 12       | Adaptation de la série manga de Shinya Umemura et Takumi Fukui.                                      |